# Dendronephthya regia
Dendronephthya regia is een zachte koraalsoort uit de familie Nephtheidae. De koraalsoort komt uit het geslacht Dendronephthya. Dendronephthya regia werd in 1968 voor het eerst wetenschappelijk beschreven door Verseveldt. 